# قرية السيح الجنوبي التراثية
قرية السيح الجنوبي التراثية هي عبارة عن قرية تراثية تقع في مركز مركز السيح الجنوبي التابع لمحافظة الأفلاج جنوب منطقة الرياض، وتبعد عن ليلى (عاصمة المحافظة) قرابة 10 كم، ويربطهما طريق الملك فهد، ويحدها من الشمال والشرق بلدة السيح الحديثة.

## تاريخ
السيح الجنوبي بلدة تراثية تسمى أيضا بـ (سيح أطلس) وهي تعود لبني جعده وتعد من المعالم التراثية المهمة في بلدة الأفلاج.

## وصف الموقع
تتألف من تجمع لمباني تراثية متاخمة لمباني سكنية حديثة وأراضٍ فضاء ومزارع. وقد تم بناء القرية على نمط التخطيط التقليدي المتبع في منطقة نجد، حيث تتقارب البيوت وتضيق الممرات وتتعرج، لتشكل ما يشبه الكتلة العمرانية الواحدة، مع ندرة وجود الفراغات الكبيرة داخل القرية، بحيث يتم تقليل المساحات المعرضة للشمس تمشياً مع الظروف المناخية للمنطقة حيث المناخ الحار والجاف. ويشكل العامل الأمني العنصر الأهم، حيث يتجلى في منع إختراق الأعداء للقرية، ويعكس هذا الأسلوب أيضاً الحالة الإجتماعية وتآلف السكان وتقاربهم. وتتميز القرية بوجود البيوت البسيطة والقصور والمساجد لإقامة الصلاة فيها، وكذلك السوق والأسوار والأبراج والحصون. ويتسم تصميم البيوت فيها بالبساطة، حيث تتألف أغلب البيوت من دورين، وتحتوي على مجلس لإستقبال الرجال يسمى القهوة أو الديوانية التي يوجد بها الوجار الذي يتم فيه إعداد القهوة والشاي، وهناك غرف النوم والعائلة، الموقد، دورة المياه، الفناء الداخلي أو الحوش، البئر، المخازن، الروشن، وغيرها. يتضح التجانس في بناء المساكن من حيث مادة البناء والشكل، فالبيوت تأخذ غالباً الشكل المستطيل وتتصف بالإنفتاح على الداخل عن طريق الفناء الذي يحيط به رواق مسقوف محمول على أعمدة، كما يُلاحظ قلة وجود الفتحات وصغرها في الواجهات الخارجية، والتي تزين في أعلاها بالشرفات المثلثية المقلوبة. تم بناء منازل القرية من مواد البناء التقليدية، وهي الجدران الطينية بأساسات حجرية، وأسقف من جذوع الأثل وجريد أشجار النخيل والطين.

### مكونات الموقع
- أساسات من الحجر.
- الأسف خشبية مصنوعة من خشب الأثل المغطي بجريد النحيل وطبقة من الطين والتبن.
- الحوائط مبنية في صورة مداميك.
- المباني مغطاة بطبقة لياسة خارجية من الطين والتبن.
- فتحات الشبابيك مستطيلة الشكل.
- الأبواب الرئيسة للمباني تتنوع مابين المعادن والخشبية وتعلو الابواب اعتاب خشبية تحمل بقية الحائط أعلاها
- تتنوع أرتفاعات المباني مابين طابق واحد وطابقين بإرتفاع تقريبي يبدأ من 3.5 إلى 7 م شامل ارتفاع الدروة.
- معظم المباني الطينية غير مستخدمة.
- وسيلة التواصل الرأسية في المباني ذات الطابقين الدرج.